# Grensmarks voetbalkampioenschap 1933/34
In 1931/32 werd het vijfde en laatste Grensmarks voetbalkampioenschap gespeeld, dat georganiseerd werd door de Baltische voetbalbond.
Vanwege de zware winters in het Baltische gebied kon er soms geruime tijd geen voetbal gespeeld worden, maar moest de competitie evenwel tijdig afgewerkt zijn om aan de nationale eindronde te kunnen deelnemen. Hierop werd geanticipeerd in het voorgaande seizoen 1932/33 door de competitie te laten starten in de herfst van 1931. Voor het seizoen 1933/34 werd eenzelfde systeem gebruikt en in de herfst van 1932 ging de competitie al van start, al zou dit later een maat voor niets blijken te zijn.
Na de machtsovername van de NSDAP werd het voetbal in heel Duitsland hervormd. De regionale voetbalbonden werden alle ontbonden evenals de meer dan 50 competities. In de plaats kwamen zestien Gauliga's die als nieuwe hoogste klassen fungeerden.
Er kwam dus geen verdere eindronde om de titel van de reeds gespeelde competities in Oost-Pruisen. Overigens waren zij (en Oost-Pruisen) de enige in Duitsland die al competitievoetbal voor 1933/34 gespeeld hadden. De aanpassing voor de clubs uit de Baltische voetbalbond was minder groot dan bijvoorbeeld de clubs van de Midden-Duitse voetbalbond, waar er 24 competities ontbonden werden en vervangen werden door enkele Gauliga's. Voor de Baltische bond in de plaats kwamen de Gauliga Pommern en Gauliga Ostpreußen. De clubs uit Kreisliga Danzig en Westpreußen werden samen met de clubs van de Oost-Pruisische competitie samengevoegd tot de nieuwe Gauliga Ostpreußen. De Oost-Pruisische competitie leverde tien clubs af, de Kreisliga Danzig drie en de Kreisliga Westpreußen een.
De clubs uit de andere Kreisliga's werden in de Gauliga Pommern ingedeeld. De Kreisliga Stolp leverde drie clubs af en de Kreisliga Köslin vier. Zij werden verenigd met de clubs uit Pommerse competitie. De clubs uit de Kreisliga Schneidemühl werden te licht bevonden en moesten in de tweede klasse van start gaan.

## Kreisliga
Alle wedstrijden werden reeds in 1932/33 gespeeld. 

### Kreisliga Westpreußen
| Plaats | Club                       | Wed. | W  | G | V  | Saldo | Ptn. |
| ------ | -------------------------- | ---- | -- | - | -- | ----- | ---- |
| 1.     | SV Viktoria Elbing         | 12   | 11 | 1 | 0  | 51:12 | 23   |
| 2.     | PSV Elbing                 | 12   | 9  | 1 | 2  | 52:26 | 19   |
| 3.     | VfR Hansa Elbing           | 12   | 7  | 1 | 4  | 41:30 | 15   |
| 4.     | MSV Hochmeister Marienburg | 12   | 6  | 1 | 5  | 38:31 | 13   |
| 5.     | VfB Deutsch Eylau          | 12   | 4  | 0 | 8  | 24:39 | 08   |
| 6.     | Marienburger SV 05         | 12   | 2  | 0 | 10 | 14:46 | 04   |
| 7.     | Elbinger SV 05             | 12   | 1  | 0 | 11 | 21:57 | 02   |

|  | Geplaatst voor Gauliga Ostpreußen 1933/34                     |
|  | Geplaatst voor Bezirksklasse IV Danzig-Marienwerder (2. Liga) |
|  | Geplaatst voor Kreisklasse IV Danzig-Marienwerder (3. Liga)   |

### Kreisliga Danzig
| Plaats | Club                    | Wed. | W | G | V | Saldo | Ptn. |
| ------ | ----------------------- | ---- | - | - | - | ----- | ---- |
| 1.     | SV Neufahrwasser        | 10   | 7 | 2 | 1 | 34:13 | 16   |
| 2.     | KS Gedania Danzig       | 10   | 7 | 1 | 2 | 32:17 | 15   |
| 3.     | SV Schutzpolizei Danzig | 10   | 6 | 1 | 3 | 21:17 | 13   |
| 4.     | Danziger SC             | 10   | 3 | 1 | 6 | 20:27 | 7    |
| 5.     | SC Lauental             | 10   | 2 | 1 | 7 | 15:26 | 5    |
| 6.     | RSV Hansa Danzig        | 10   | 2 | 0 | 8 | 14:36 | 4    |

|  | Geplaatst voor kampioenschap Danzig     |
|  | Degradatie play-off tegen tweedeklasser |

Degradatie play-off
| Team 1           | Totaal | Team 2          | Wed 1 | Wed 2 | Wed 3 |
| ---------------- | ------ | --------------- | ----- | ----- | ----- |
| RSV Hansa Danzig | 10-8   | SVgg 1921 Troyl | 3-2   | 2-4   | 5-2   |

#### Kampioenschap Danzig 1933/34
Officieel heette de competitie Meisterschaft der Freien Stadt Danzig 1933/34. De eerste twee uit de Kreisliga van dit jaar en die van het voorgaande jaar waren hiervoor geplaatst.
| Plaats | Club              | Wed. | W | G | V | Saldo | Ptn. |
| ------ | ----------------- | ---- | - | - | - | ----- | ---- |
| 1.     | KS Gedania Danzig | 6    | 4 | 1 | 1 | 18:13 | 9    |
| 2.     | BuEV Danzig       | 6    | 3 | 1 | 2 | 17:15 | 7    |
| 3.     | SC Preußen Danzig | 6    | 2 | 1 | 3 | 12:14 | 5    |
| 4.     | SV Neufahrwasser  | 6    | 1 | 1 | 4 | 13:18 | 3    |

|  | Geplaatst voor Gauliga Ostpreußen 1933/34                     |
|  | Geplaatst voor Bezirksklasse IV Danzig-Marienwerder (2. Liga) |

### Kreisliga Stolp
| Plaats | Club               | Wed. | W | G | V | Saldo | Ptn. |
| ------ | ------------------ | ---- | - | - | - | ----- | ---- |
| 1.     | SV Viktoria Stolp  | 8    | 6 | 1 | 1 | 40:19 | 13   |
| 2.     | SV Germania Stolp  | 8    | 4 | 1 | 3 | 19:16 | 9    |
| 3.     | SV Sturm Lauenburg | 8    | 4 | 1 | 3 | 26:24 | 9    |
| 4.     | FC Pfeil Lauenburg | 8    | 3 | 0 | 5 | 19:17 | 6    |
| 5.     | SV Fortuna Stolp   | 8    | 1 | 1 | 6 | 10:38 | 3    |

|  | Geplaatst voor kampioenschap Oost-Pommeren                       |
|  | Geplaatst voor 1. Kreisklasse Pommern-Ost, Kreis Stolp (3. Liga) |

#### Kampioenschap Oost-Pommeren
| Plaats | Club               | Wed. | W | G | V | Saldo | Ptn. |
| ------ | ------------------ | ---- | - | - | - | ----- | ---- |
| 1.     | SV Viktoria Stolp  | 4    | 2 | 1 | 1 | 14:10 | 5    |
| 2.     | SV Sturm Lauenburg | 4    | 1 | 3 | 0 | 13:10 | 5    |
| 3.     | SV Germania Stolp  | 4    | 0 | 2 | 2 | 7:14  | 2    |

|  | Geplaatst voor Gauliga Pommern 1933/34 |

Play-off eerste plaats
| Team 1            | Score | Team 2             |
| ----------------- | ----- | ------------------ |
| SV Viktoria Stolp | 4-1   | SV Sturm Lauenburg |

### Kreisliga Köslin
| Plaats | Club                 | Wed. | W | G | V | Saldo | Ptn. |
| ------ | -------------------- | ---- | - | - | - | ----- | ---- |
| 1.     | SV Viktoria Kolberg  | 9    | 5 | 2 | 2 | 21:16 | 12   |
| 2.     | SV Preußen Köslin    | 8    | 6 | 0 | 2 | 17:7  | 12   |
| 3.     | MSV Hubertus Kolberg | 10   | 5 | 0 | 5 | 32:24 | 10   |
| 4.     | SC Labes             | 9    | 4 | 0 | 5 | 22:23 | 8    |
| 5.     | SV Schivelbein       | 9    | 3 | 1 | 5 | 16:21 | 7    |
| 6.     | Kösliner SV Phönix   | 7    | 1 | 1 | 5 | 7:24  | 3    |

|  | Geplaatst voor Gauliga Pommern 1933/34             |
|  | Geplaatst voor Bezirksklasse Pommern-Ost (2. Liga) |

Play-off eerste plaats
| Team 1            | Score | Team 2              |
| ----------------- | ----- | ------------------- |
| SV Preußen Köslin | 2-3   | SV Viktoria Kolberg |

Play-off vijfde plaats
| Team 1             | Score | Team 2         |
| ------------------ | ----- | -------------- |
| Kösliner SV Phönix | 2-0   | SV Schivelbein |

### Kreisliga Schneidemühl
| Plaats | Club                            | Wed. | W | G | V | Saldo | Ptn.  |
| ------ | ------------------------------- | ---- | - | - | - | ----- | ----- |
| 1.     | FC Viktoria Schneidemühl        | 10   | 6 | 3 | 1 | 25:14 | 15:05 |
| 2.     | SC Erika Schneidemühl           | 10   | 6 | 1 | 3 | 22:18 | 13:07 |
| 3.     | SV Hertha Schneidemühl          | 10   | 5 | 2 | 3 | 22:24 | 12:08 |
| 4.     | MSV Graf Schwerin Deutsch Krone | 10   | 4 | 2 | 4 | 24:16 | 10:10 |
| 5.     | PSV Schneidemühl                | 10   | 4 | 0 | 6 | 21:30 | 08:12 |
| 6.     | FC Germania 1915 Schneidemühl   | 10   | 1 | 0 | 9 | 18:30 | 02:18 |

|  | Geplaatst voor Bezirksklasse Pommern-Süd (2. Liga)  |
|  | Geplaatst voor Bezirksklasse Pommern-West (2. Liga) |

1929/30 · 1930/31 · 1931/32 · 1932/33 · 1933/34